# Key Vaca
Key Vaca est une île des Keys, archipel des États-Unis d'Amérique situé dans le golfe du Mexique au sud de la péninsule de Floride. Elle est située dans les Middle Keys et relève administrativement du comté de Monroe.